# ハナフダ
ハナフダは、ケイダッシュステージに所属するお笑いコンビ。2012年6月結成。

## メンバー
- 岡田 竜（おかだ りゅう、1992年12月21日（32歳） - ）
  - ボケ担当　立ち位置向かって左。
  - 京都府京都市出身。
  - 血液型O型、身長：176cm、体重：60kg、足のサイズ：27.5cm。
  - 趣味：ゲーム、ウクレレ、洋楽、フェス。
  - 特技：絶対に遅刻をしない。

- 桜井 友朗（さくらい ともろう、1992年8月8日（32歳） - ）
  - ツッコミ担当　立ち位置向かって右。
  - 滋賀県大津市出身。
  - 血液型B型、身長：175cm、体重：61Kg、足のサイズ：28.0cm。
  - 本名:櫻井 友朗（読み同じ）。
  - 趣味：美味しいご飯屋巡り。
  - 特技：その場ですぐMCっぽく振る舞える、何でもちょっとだけ知っていて何についてもちょっとだけ情報を足すことが出来る。

## 略歴
洛南高等学校の同級生として出会う。一浪して二人ともに首都大学東京に進学し上京。首都大学東京お笑いサークルElziven及び日本大学経商法落語研究会に所属する。大学1年のときに『学生才能発掘バラエティ　学生HEROES!』の企画「わらいのゼミナール」のオーディションに合格し、学生芸人として2、3ヶ月に一度ライブに出演しているうちに現在の事務所のマネージャーからスカウトされ、大学卒業後にプロになる。M-1グランプリ2021にて初の3回戦進出。2021年12月に「岡田桜井」から「ハナフダ」に改名。2021年12月12日に「岡田桜井ラストライブ」を開催し、このライブで改名を発表した。M-1グランプリ2024にて2度目の3回戦進出。

## 芸風
主に漫才。ケイダッシュステージでは珍しく関西弁の王道しゃべくり漫才を展開する。

## 出演

### テレビ
- 学生才能発掘バラエティ 学生HEROES!（テレビ朝日）- 2017年9月13日・9月20日・9月27日
- 真夜中のおバカ騒ぎ!（千葉テレビ放送・2018年9月13日、TOKYO MX・2018年9月15日）
- 犬も食わない（日本テレビ）- 2018年11月16日
- 弘法筆を選ばず（フジテレビ）- 2018年12月22日（桜井のみ）
- 水曜日のダウンタウン（TBS）- 2019年3月6日
- でんじろうのTHE実験（フジテレビ）- 2020年11月13日、オードリー春日俊彰の人間ゼリー実験の間のネタ見せ企画に出演[6]
- キャラダチミュージアム〜MoCA〜（フジテレビ）- 2021年12月12日「ゲイニン インスタレーション」コーナー